# مایکل برسه
مایکل برسه (انگلیسی: Michael Berresse؛ زادهٔ ۱۵ اوت ۱۹۶۴) بازیگر، طراح رقص، کارگردان نمایش، رقصنده، و بازیگر تئاتر اهل ایالات متحده آمریکا است.
از فیلم‌ها یا برنامه‌های تلویزیونی که وی در آن نقش داشته‌است می‌توان به همسر خوب، هوش مصنوعی، قانون و نظم، میراث بورن، وضعیت بازی، و ملاقات دیو اشاره کرد.